# デファクトスタンダード (企業)
株式会社デファクトスタンダード（英称：  Defactostandard, Ltd. ）は、ブランド品宅配買取を展開するサイト「ブランディア」を運営する日本の企業である。
買い取ったバッグ、時計、アクセサリー、アパレルなどのブランド品は、同社が運営するブランディアオークションをはじめ、ヤフーオークション、楽天市場、メルカリ、ebayにて販売している。
ポイント連携や異業種との提携が強みである。主な提携はニッポン放送・ラジオ関西・FM802・ZIP-FM等のラジオブランディア、ECナビとのポイント連携など。

## 沿革
- 2004年（平成16年）4月 - 東京都品川区大崎に、株式会社デファクトスタンダードを設立。
- 2005年（平成17年）10月 - 本社を東京都港区三田に移転。
- 2006年（平成18年）
  - 2月 - 個人買取事業（リユース事業）サービス開始。
  - 3月 - 株式会社ネットプライス（現・BEENOS）の子会社となる。
- 2007年（平成19年）
  - 4月 - 本社を東京都港区芝に移転。
  - 5月 - メディア事業を、株式会社オークファンとして分社化。事業ドメインをリユース事業に特化。
  - 7月 - 本社を東京都品川区西五反田に移転。
- 2009年（平成21年）8月 - 本社・物流機能を統合し、東京流通センター（TRC）に移管。
- 2010年（平成22年）4月 - 提供番組「ブランディア　うれしいことふやそう!」放送開始。
- 2011年（平成23年）9月 -「ブランディア　うれしいことふやそう！」放送終了。
- 2015年（平成27年）5月 - 本社・物流機能を山九平和島ロジスティクスセンターに移管。
- 2016年（平成28年）8月 - 東京証券取引所マザーズに上場。
- 2018年（平成30年）9月 - 東京証券取引所一部へ市場変更[2]。
- 2019年（平成31年）3月 - 同年5月からサブスクリプション型シェアリングサービス「ブランディアレンタル」の開始を決定。
- 2020年（令和2年）1月 - 東京証券取引所一部上場廃止。株式交換により、BEENOSの完全子会社となる[3]。
- 2024年（令和6年）4月 - 株式譲渡により、オークネットの完全子会社となる[1][4]。